# Château de la Rivière

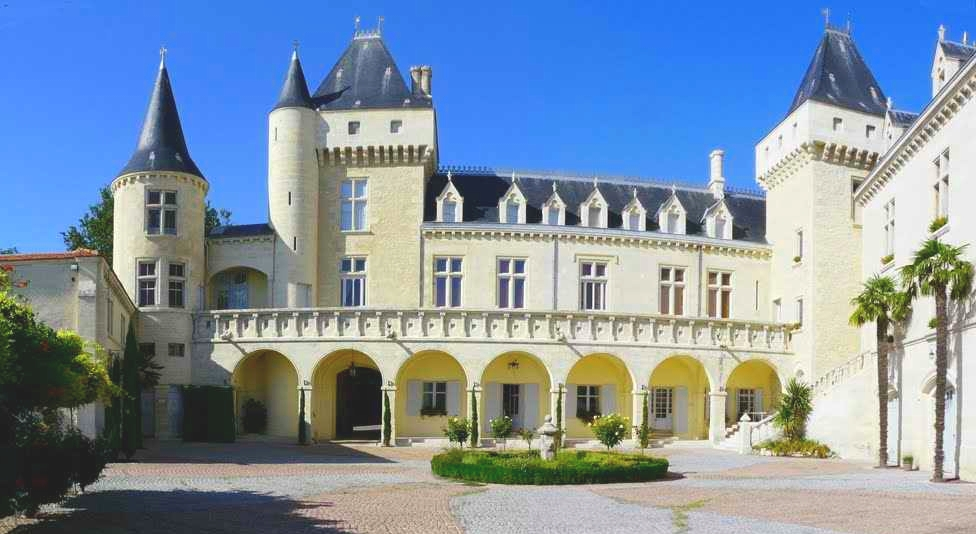
Innenhof Château de la Rivière

Château de la Rivière ist ein französisches Schloss in der Gemeinde La Rivière und bekanntes Weingut in Fronsac.

## Geschichte
Das Schloss Château de la Rivière in der Weinbauregion Bordeaux hat eine Geschichte, die bis zum 8. Jahrhundert zurückreicht. Die Anlage des Château de la Rivière war ursprünglich ein befestigtes Lager, das Karl der Große erbauen ließ. Archäologische Hinweise deuten auf eine frühere römische Siedlung hin.
Mit über 65 Hektar Rebfläche ist es das größte Weingut in der Appellation Fronsac. Das Anwesen umfasst auch eine Reihe von alten Steinbrüchen mit Kellergewölben die als große Lagerflächen für Weinfässer genutzt werden. 1962 wurde das Schloss restauriert. 1995 wurde durch den Besitzer Jean Leprince die Weinkellerei umfangreich erweitert. Die Weinberge im Château de la Rivière sind zu zwei Dritteln mit Trauben der Sorte Merlot bestockt und der weitere Teil setzt sich aus Cabernet Sauvignon, Cabernet Franc und Petit Verdot zusammen. Nach dem Tode von Jean Leprince 2002 wurde das Anwesen von James Edmond Grégoire, Geschäftsführer und Inhaber der Firma Grégoire, einem führenden Hersteller von Erntemaschinen gekauft.
Ende 2013 erwarb eine chinesische Unternehmensgruppe das Schloss mit den dazugehörigen 65 Hektar Weinbergen. Der bisherige Besitzer James Grégoire, Eigner eines Helikopters Robinson R44 und Inhaber eines Helikopterflugscheins wollte dem neuen Eigentümer Lam Kok nach dem Verkaufsabschluss bei einem Rundflug seinen neuen Besitz aus der Luft zeigen. Ein Fotograf der Nachrichtenagentur AFP berichtete, auch der 12-jährige Sohn des chinesischen Milliardärs sowie ein Übersetzer seien mitgeflogen. Die Ehefrau von Lam Kok habe sich dagegen in letzter Minute dagegen entschieden. Als der Helikopter nach einiger Zeit nicht zurückkehrte, alarmierten die Zurückgebliebenen die Polizei, die daraufhin zwei Helikopter zur Suche nach den Vermissten entsandte. Die Suche ergab, dass der Helikopter in den nahe gelegenen Fluss Dordogne abgestürzt war. Es gab keine Überlebenden.

## Trivia
Im Jahr 2002 war schon einmal ein Besitzer des Weingutes bei einem Flugzeugunglück ums Leben gekommen.